# ناوشکن کلاس گنوی
ناوشکن کلاس گنوی (به انگلیسی: Gnevny-class destroyer) یک کلاس از کشتی است که طول آن ۱۱۲٫۸ متر (۳۷۰ فوت ۱ اینچ) می‌باشد.